# عواد ناصر
شاعر عراقي من جيل السبعينات.

## تعريف
ولد عواد ناصر في محافظة ميسان، سنة 1950م. هاجر مع أبويه وهو طفل له ثلاث سنوات إلى بغداد، وفيها درس وتخرج من معهد إعداد المعلمين (1971م - 1972م)، نشر بواكيره الشعرية والنثرية في صحافة الحزب الشيوعي العراقي منذ عام 1972م. غادر العراق سنة 1979م قاصدا بيروت، لأسباب سياسية، وعمل في صحيفة (الحرية) التابعة للمقاومة الفلسطينية. ترك بيروت بعد سنة ونصف، ثم التحق بمقاتلي الحزب الشيوعي في كردستان العراق، وعمل هناك في إذاعة (صوت الشعب العراقي) وعاد بعد ثلاث سنوات إلى دمشق.
ظل متنقلا بين دمشق وبيروت، حيث التقى بكثير من الأدباء العرب على رأسهم أدونيس ومحمود درويش وممدوح عدوان وعبد الرحمن المنيف ونزيه أبو عفش والعشرات غيرهم. عمل سكرتيرا للتحرير في مجلة (البديل) التي أسسها الشاعر سعدي يوسف، ومشرفاً ثقافيا على باب (أدب وفن) في مجلة (الثقافة الجديدة) , وفي سنة 1991م حصل على اللجوء السياسي من المملكة البريطانية، ولا يزال مقيما في لندن منذ سنة 1992م ليواصل نشر نصوصه الأدبية في الصحافة العربية الصادرة في العاصمة البريطانية. يعمل الآن في صحيفة (الزمان) الدولية - لندن مشرفاً على الملف الثقافي اليومي فيها (ألف ياء).

## أعمال إبداعية
- أحاديث المارة، مختارات شعرية، دار المدى، دمشق، 2011م.
- هنا الوردة فلترقص هنا، مجموعة شعرية، دار صحارى، بودابست 1991م.
- حدث ذات وطن، نصوص نثرية/ شعرية، دار بابل، دمشق 1986م. (منع توزيعه في دمشق).
- من أجل الفرح أعلن كآبتي، مجموعة شعرية، دار الفكر الجديد، بيروت 1982م.

## وصلات خارجية
عواد ناصر: أوجاع عراقية مهرّبة
السبعينيون.. الجيل المبتور
حرف علة.. وهناك تداعيات أخرى
عواد ناصر: نحن ناسخون ومقلدون بشكل فج
1. ↑  هيثم جبار عباس - حوار مع الشاعر عواد ناصر نسخة محفوظة 31 أكتوبر 2017 على موقع واي باك مشين.
2. ↑  عواد ناصر: أوجاع عراقيّة مهرّّبة | الأخبار نسخة محفوظة 24 يوليو 2017 على موقع واي باك مشين.